# 横健介
横 健介（よこ けんすけ、1979年4月13日 - ）は、日本の作詞家、作曲家、編曲家。兵庫県三原郡（淡路島、現南あわじ市）出身。ソニー・ミュージックパブリッシング所属。アコースティックバンドSunny4Restの元メンバー。

## 人物
兵庫県立洲本高等学校卒業、武蔵工業大学工学部建築学科卒業。ソニーミュージック主催オーディションを経て活動開始。

## 作品
相川七瀬
- 「REALIZE」（作曲）

阿澄佳奈
- 「SKY GARDEN」（作曲）※「武装神姫」イメージソング

AKB48グループ
- AKB48
  - 「ナミダの深呼吸」（作曲）
  - 「桜の木になろう」（作曲）
  - 「細雪リグレット」（作曲）
  - 「法定速度と優越感」（作曲・編曲）
  - 「星が消えないうちに」（作曲）
- SKE48
  - 「Innocence」（作曲）
  - 「ピノキオ軍」（作曲）
  - 「FRUSTRATION」（作曲）
- NMB48
  - 「てっぺんとったんで!」（作曲）
- 柏木由紀
  - 「明日も笑おう」（作曲）
- 高橋みなみ
  - 「お手上げララバイ」（作曲）
- チームドラゴン from AKB48
  - 「心の羽根」（作曲）

こぶしファクトリー
- 「これからだ!」（作曲）

サーターアンダギー
- 「Thank you!おおきに!ありがとう!」（作詞・作曲）

THE ポッシボー
- 「もし君が願うなら」（作詞・作曲・編曲）

中ノ森文子
- 「confession」（作曲）

乃木坂46
- 「ロマンティックいか焼き」（作曲）

平野良
- 「今日の雨は君の涙」（作詞・作曲・編曲）

Hey! Say! JUMP
- 「トレンディーラブ #REIWA」（作曲）

水橋かおり
- 「HA・CHA・ME・CHA☆QUEEN」（作曲）※「武装神姫」イメージソング

メイビーME
- 「ラミラミLOVE ME BABY」（作詞・作曲）
- 「半分だけのアイラブユー」（作詞・作曲）

和田アキ子
- 「今でもあなた」（作曲）